# Инчуан
Инчуан е град в Нинся-хуейски автономен регион, Северноцентрален Китай. Населението в градската част е 1 290 170 жители (2010 г.), а в административния район на града – 1 993 088 жители (2010 г.). Намира се в часова зона UTC+8. Пощенският му код е 750000, а телефонния 951. Средната температура през годината е около 9 градуса по Целзий.